# Velilla-Taramay
Pour les articles homonymes, voir Velilla (homonymie).

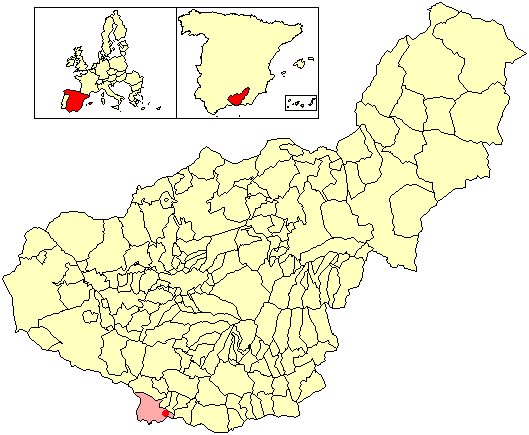
Situation de Velilla-Taramay à l'égard du territoire communal d'Almuñécar, dans la province de la Grenade.

Velilla-Taramay est un district de  la municipalité espagnole d'Almuñécar, dans la province de Grenade, communauté autonome d'Andalousie. Elle est située dans la partie occidentale de la région de la Côte de Grenade. Près de cette localité se trouvent la ville d'Almuñécar et Caleta-La Guardia.

## Démographie
Selon l'Institut national de la statistique de l'Espagne, en 2013 Velilla-Taramay comptait 2 646 habitants dont 1 328 étaient des femmes et 1 318 hommes.